# Essam Khalaf
Pour les articles homonymes, voir Khalaf.
 (février 2020).
Essam bin Abdulla Khalaf (en arabe : عصام بن عبدالله خلف) est un homme politique bahreïni. En tant que chef de la branche de la construction du gouvernement de Bahreïn, il est l'actuel[Quand ?] ministre des Travaux publics, des Municipalités et de l'Urbanisme. Il était auparavant ministre des Travaux publics, mais du fait que les deux ministères ont été réunis et il a été nommé pour les deux.